# Os (Hordaland)
Os è un ex comune norvegese della contea di Hordaland. Dal 1º gennaio 2020 fa parte del comune di Bjørnafjorden.
In questo paese vive e si allena la fondista Therese Johaug.